# Ильюполис
Илью́полис (греч. Ηλιούπολις, Ηλιούπολη) — город в Греции, южный пригород Афин. Находится на высоте 150 метров над уровнем моря, на юго-западном склоне горы Имитос, в 6 километрах к югу от площади Омониас, центра Афин и в 18 километрах к западу от международного аэропорта «Элефтериос Венизелос». Административный центр одноимённой общины в периферийной единице Центральные Афины в периферии Аттика. Площадь общины — 12,724 квадратного километра, из которых 5,7 квадратного километра в восточной части заняты лесами. Плотность — 6142,17 человека на квадратный километр. Население — 78 153 жителя по переписи 2011 года, это 28-й город по величине в Греции.
Граничит на севере с Вироном, на востоке — с Кропией, на юге — с Элиникон-Арьируполисом, на западе — с Айос-Димитриосом и Алимосом, на северо-западе — с Дафни-Имитосом. Ильюполис пересекает река Пикродафни.

## История
Здесь находился Эвонимон или Эвонимия (др.-греч. Εὐωνύμεια), дем Древних Афин, относившийся к филе Эрехтеида (Ἐρεχθηΐς). Получил название от беотийского героя Евонима, сына речного бога Кефиса.
Город основан в 1923 году беженцами после малоазийской катастрофы и греко-турецкого обмена населением. Назван в честь Гелиополя в Египте. В 1948 году в городе сделано электрическое освещение.

## Община Ильюполис

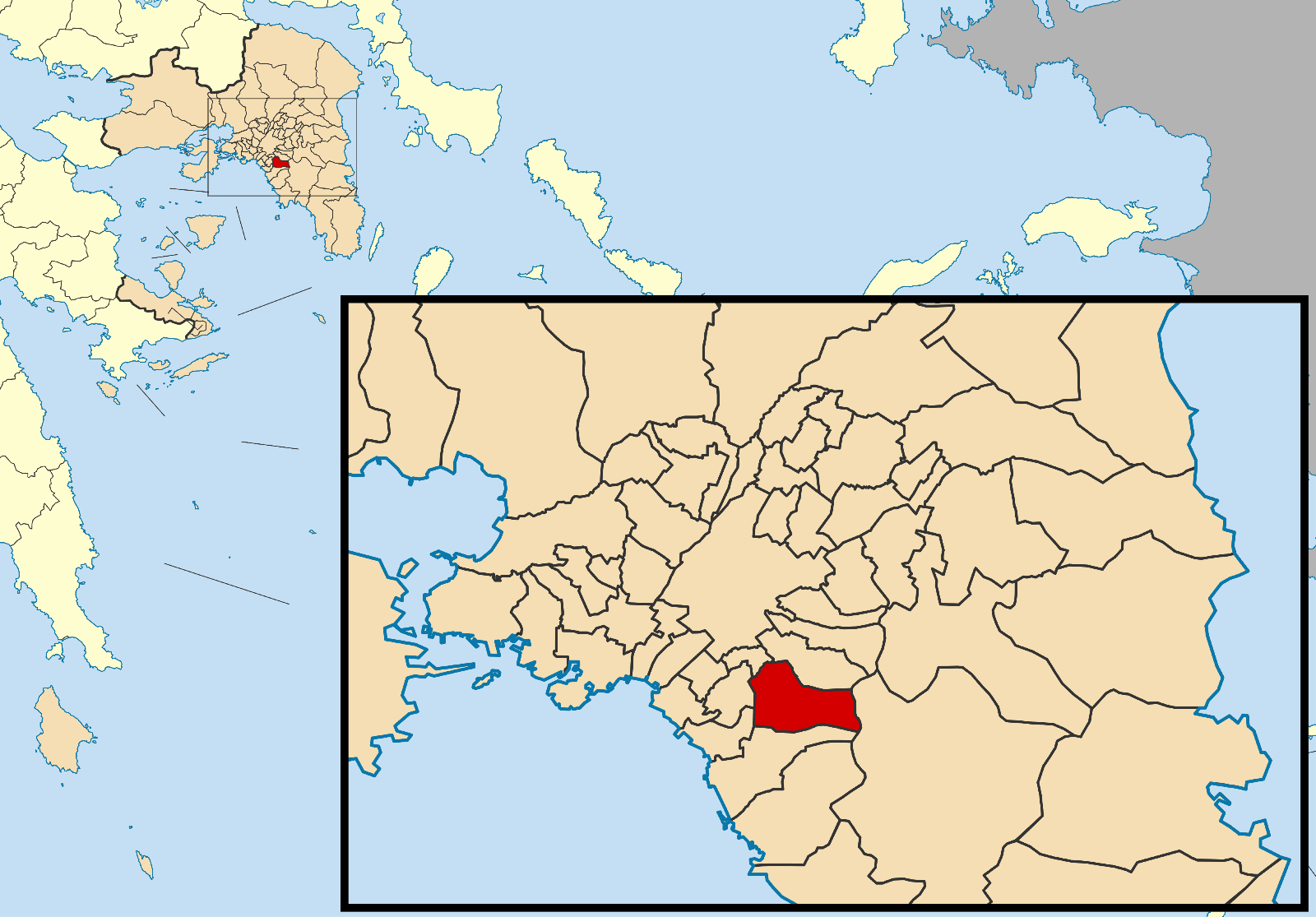
Община Ильюполис на карте периферии Аттика

Сообщество Ильюполис (Κοινότητα Ηλιουπόλεως) создано в 1928 году (ΦΕΚ 220Α), одноимённая община (Δήμος Ηλιουπόλεως) — в 1963 году (ΦΕΚ 45Α). Димархом на местных выборах в 2019 году избран Георгиос Хадзидакис (Γεώργιος Χατζηδάκης).

## Транспорт
В 2004 году открыта Линия 2 афинского метрополитена, которая проходит по западной границе Ильюполиса, по проспекту Вулиагменис. Ближайшими к Ильюполису станциями являются «Айос-Димитриос-Александрос-Панагулис», «Ильюполи-Григорис-Ламбракис» и «Алимос».

## Население
| Год  | Население, человек |
| ---- | ------------------ |
| 1920 | 61                 |
| 1928 | 569                |
| 1940 | 3911               |
| 1951 | 8052               |
| 1961 | 27 638             |
| 1971 | 49 215             |
| 1981 | 69 560             |
| 1991 | 77 476             |
| 2001 | 81 024             |
| 2011 | ↘ 78 153           |

## Города-побратимы
- Ларнака[вд], Кипр (29 сентября 2000)[9]
- Марасена, Испания
- Нови-Сад, Сербия (1994)[10]
- Яссы, Румыния